# Tanadema faemina
Tanadema faemina är en fjärilsart som beskrevs av Dyar 1905. Tanadema faemina ingår i släktet Tanadema och familjen snigelspinnare. Inga underarter finns listade i Catalogue of Life.